# Quantanthura tyri
Quantanthura tyri là một loài chân đều trong họ Anthuridae. Loài này được Negoescu & Svavarsson miêu tả khoa học năm 1997.